# Kinyoni
Kinyoni är ett vattendrag i Burundi.   Det ligger i provinsen Ruyigi, i den centrala delen av landet, 80 kilometer öster om huvudstaden Bujumbura.
I omgivningarna runt Kinyoni växer huvudsakligen savannskog. Runt Kinyoni är det ganska tätbefolkat, med 172 invånare per kvadratkilometer.